# Henri de Sponde

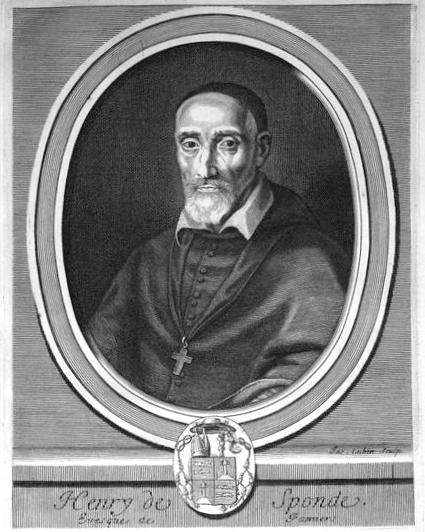
Henri de Sponde, bispo de Pamiers (1626-1641)

Henri Spondanus (de Sponde) (nascido em Mauléon, no departamento francês dos Pirenéus-Atlânticos, 6 de janeiro de 1568; falecido em Toulouse, 18 de maio de 1643) foi um jurista católico francês, historiador e continuador dos Annales Ecclesiastici compilados pelo Cardeal Barônio, e Bispo de Pamiers. Ele era um convertido do calvinismo.

## Biografia
O pai de Henri de Sponde, Ennico (Iñigo), foi Conselheiro e Secretário Privado da Rainha Jeanne d'Albret de Navarra. Henri nasceu em Mauléon, em 6 de janeiro de 1568. Sua mãe era Salvia de Hosia de Bayonne, filha de Martinho de Hosia de Pamplona. No seu batismo na igreja calvinista de Pau, o padrinho do bebê Henri era Henri de Navarra, o futuro rei de Navarra e da França. 
Aos oito anos iniciou seus estudos no colégio calvinista de Orthez.  Seu irmão mais velho, Jean, estava estudando em Genebra e em 1584 publicou uma tradução latina de Homero. Ao mesmo tempo, Henri, inspirado pelos Salmos, começou a escrever poesia.  Depois de estudar humanidades e tornar-se proficiente em latim e grego, ele seguiu seu pai ao serviço da casa real de Navarra. Em 1589 foi jurista do Parlamento de Tours e foi nomeado Conselheiro do Rei Henrique de Navarra, Rei Henrique IV de França. Henri acompanhou o embaixador real de Henri de Navarra, Guillaume de Salluste Du Bartas, à Inglaterra e Escócia em 1597,  e, ao retornar, iniciou o estudo de Direito Civil e Canônico. Dizia-se que ele poderia recitar de memória todas as Institutas do Imperador Justiniano. 

### Conversão
Persuadido pelos escritos de Roberto Belarmino e convencido pelas instruções do cardeal Jacques Davy Duperron, que também havia instruído Henrique IV, Sponde tornou-se católico, convertido oficialmente pelo Pe. Louis Godebert, Penitenciária de Notre Dame de Paris, em 21 de agosto de 1595.  Seu pai já havia se convertido ao catolicismo vindo do calvinismo em 1593. Em 1600, Henri era membro da comitiva do Cardeal François de Sourdis, que foi enviado a Roma como embaixador e peregrino francês em comemoração ao Ano Santo de 1600. Em Florença, em dezembro, o Cardeal Duperron teve a oportunidade de recomendar Sponde ao Cardeal Legado, Pietro Aldobrandini, sobrinho do Papa, que estava trabalhando para conseguir uma paz entre Henrique da França e Carlos Emanuel de Sabóia na questão do Marquesado de Saluzzo.  Em Roma tornou-se assessor do cardeal Cesare Baronius, bibliotecário do Vaticano de 1597 a 1607. Foi ordenado sacerdote em Roma, na Basílica de São Marcos, em 7 de março de 1606, por Claudio Sozomen, Bispo de Pola. Após seu retorno imediato à França, recebeu uma carta do Cardeal Baronius, datada de 31 de agosto de 1606, concedendo-lhe permissão para publicar seu epítome dos Annales Ecclesiastici.  Contudo, ele logo estava de volta a Roma, ajudando o cardeal Baronius a ver o que acabou sendo seu último volume na imprensa.  Baronius morreu em 30 de junho de 1607, e Sponde comprometeu-se a continuar o trabalho nos Annales, que só atingiu o século XII.

#### Serviço em Roma
O Papa Paulo V nomeou-o então Corrector supplicationum no cargo da Penitenciária Apostólica. Frizon afirma que a nomeação ocorreu após a nomeação do Cardeal Scipione Caffarelli-Borghese como Penitenciária Maior em 1610.  Sponde também foi nomeado Reitor da Igreja Francesa em Roma, San Luigi dei Francesi. Como Reitor, ficou preocupado com a aparente negligência e desatenção por parte dos Capelães nomeados para a Igreja e tentou aplicar uma solução. Ele sugeriu ao arcebispo de Lyon, que era o embaixador francês em Roma, que Pierre de Bérulle pudesse fornecer dois padres oratorianos à igreja de San Luigi para ajudar a elevar os padrões. O Chanceler Sillery obteve o acordo do Rei, e o Papa Paulo deu o seu, enquanto o Pe. Bérulle enviou dois padres de Paris.  Os Administradores de São Luís e os Capelães, porém, temendo a perda dos seus cargos, levantaram uma oposição tão forte que os dois padres oratorianos pediram para serem repatriados. O caso arrastou-se durante seis anos, até que o Papa Paulo lhe pôs fim, mas entretanto o Padre Sponde, percebendo a dificuldade da sua posição, demitiu-se e regressou a França. 
Em fevereiro de 1615, Sponde é registrado como morando em uma casa ao pé do Monte Pincio, abaixo da Santissima Trinità del Monte, de onde, em 26 de janeiro, visitou as paróquias de San Bartolommeo all'Isola, San Niccolò in Carcere e Santa Maria in Cosmedin, tentando trazer a paz às facções em conflito. 

### Bispo
Em 1625 foi nomeado bispo de Pamiers pelo rei Luís XIII e aprovado no Consistório pelo Papa Urbano VIII em 20 de julho de 1626.  Como sinal do seu especial prazer, o Papa ordenou que as bulas de Sponde fossem concedidas sem o pagamento das taxas habituais.  Ele foi consagrado bispo em Roma em 16 de agosto de 1626 pelo arcebispo de Lyon, cardeal Denis de Marquemont, que acabara de ser nomeado cardeal em janeiro. Diz-se que quatorze cardeais concorreram à honra de ser o principal consagrador.  Ele trabalhou pela preservação do catolicismo e converteu numerosos protestantes.  Em março de 1628, ele foi creditado por ter persuadido com sucesso os líderes de Pamiers a abrirem os portões da cidade ao rei, apesar das intenções dos huguenotes da cidade de resistir até a morte.  Em 26 de maio de 1628, o Papa Urbano VIII escreveu-lhe uma carta felicitando-o pelo seu regresso à sua diocese depois de ter sido expulso pelos huguenotes.  Em 1634 recebeu seu sobrinho, Jean de Sponde, para ser seu bispo coadjutor, na expectativa de suceder ao tio. Em 31 de outubro de 1634, o Bispo Henri escreveu seu Último Testamento.  Em 1638 obteve uma ordem no conselho de Luís XIII, concedendo-lhe 60.000 livres durante um período de dez anos para a reconstrução da catedral e da residência do bispo.  Devido a problemas de saúde, ele tentou renunciar à sua diocese em 1639 e retirou-se para Paris;  a renúncia, entretanto, não foi aceita.  Jean sucedeu ao bispado em 1641, e Henri deixou Paris e retirou-se para Toulouse, mas Jean morreu em 31 de março de 1643. 
O Bispo Henri de Sponde morreu em Toulouse em 18 de maio de 1643. Ele foi enterrado na Catedral de Saint-Étienne. 

## Funciona
Seus escritos são:
- Les Cimitières sacrez (em francês). Bordeaux: impr. de S. Millanges. 1597
- Annales ecclesiastici Cæsaris Baronii in Epitomen redacti (Paris, 1612)
- Annales sacri a mundi creatione ad ejusdem redemptionem (Paris, 1637), an epitome of the "Annals" of Agostino Tornielli
- Annalium Baronii continuatio ab a. 1197 quo is desinit ad a. 1622 (Paris, 1639).